# Astrid Bard
Pour les articles homonymes, voir Bard.
Astrid Bard, née le 5 mai 1979, est une journaliste et animatrice de télévision française. Elle présente actuellement le Canal Sports Club le samedi sur Canal+ et depuis août 2023, le Canal Rugby Club sur cette même chaîne.

## Biographie

### Formation
Après une licence, elle intègre l'Institut pratique du journalisme (IPJ) à Paris où elle suit une formation généraliste et des cours de journalisme sportif.

### Parcours professionnel
À sa sortie de l'école, elle entre à Europe 1 via un concours et présente les informations pendant quatre ans puis elle consacre les quatre années suivantes à faire du reportage.
En septembre 2010, elle intègre la chaîne sportive Infosport+ où elle présente notamment les journaux. 
En août 2011, elle intègre l'équipe du Canal Football Club aux côtés d'Hervé Mathoux et de Pierre Ménès en remplacement d'Isabelle Moreau. À partir de septembre 2012, elle anime également Les Spécimens tous les mercredis sur Canal+ Sport en remplacement de Nathalie Iannetta. À partir de septembre 2013, elle est remplacée par Nathalie Iannetta au Canal Football Club et présente Samedi Sport.
À partir de 2014, elle présente l'émission Enquêtes de Foot sur Canal+Sport conçu comme un véritable journal d'investigation sur le milieu du football.
En juin 2016, elle présente le Paris Grand Chess Tour 2016, l'étape parisienne du Grand Chelem des échecs professionnels, retransmis en direct sur Dailymotion Games.
En août 2016, elle fait partie du dispositif de Canal+ pour les Jeux olympiques de Rio en assurant des duplex en direct depuis Rio de Janeiro.
De septembre 2016 à juin 2017, elle présente du lundi au jeudi une nouvelle émission d’actualité sportive, 19H30 Sport, avec Ludovic Deroin, diffusé à 19 h 30 en direct et en public sur Canal+Sport.
À partir de 2017, elle intègre la rédaction rugby de Canal+. Elle présente le Late Rugby Club avec Jean-Baptiste Esculié à partir du 7 septembre 2017. L'émission est consacrée au rugby et diffusée sur Canal+ Sport en deuxième partie de soirée le jeudi après le match de Pro D2. Elle présente aussi le multirugby, émission proposant trois matchs de Top 14 en multiplex, chaque samedi à 18h, et est en bord de terrain pour les interviews lors des matches diffusés le dimanche à 12h30 sur Canal+ Sport.
En 2018, elle présente le Canal Rugby Club en début de saison jusqu'au retour de congés maternité d'Isabelle Ithurburu. Le 24 septembre, elle la remplace également, avec Laurent Weil, à la présentation de la Nuit du rugby, soirée annuelle diffusée sur Canal+ Sport qui récompense les acteurs du rugby professionnel français.
À partir de 2020, en plus de l'émission du jeudi, elle présente également le Late Rugby Club le vendredi soir sur Canal+ Sport après la première rencontre de Top 14 du week-end.
À partir du 13 mars 2021, elle succède à Marie Portolano à la tête de l'émission omnisports de Canal+, le Canal Sports Club, diffusée en clair le samedi à 19 h. Il quitte l'émission lorsqu'elle rejoint le Canal Rugby Club en 2023.
En 2022, l'émission Late Rugby Club s'arrête et est remplacée par le Late Sport 360 diffusée sur Canal+ Sport 360 du lundi au vendredi.
Elle anime également depuis 2022 Golf + le mag diffusé tous les mardis à 20h30 en remplacement de Pauline Sanzey, partie rejoindre la Formule 1.
À la suite du départ d'Isabelle Ithurburu pour TF1 en 2023, elle récupère la présentation du Canal Rugby Club. L'émission est diffusée le samedi et le dimanche en direct sur Canal+ pour encadrer chaque affiche de Top 14 diffusée à 21 h.

### Vie privée
Elle est en couple avec Yann Delaigue, ancien joueur international de rugby à XV. Yann est déjà le père de deux garçons lorsqu'ils sont les heureux parents d'un bébé né en 2014.